# Tellusgatan

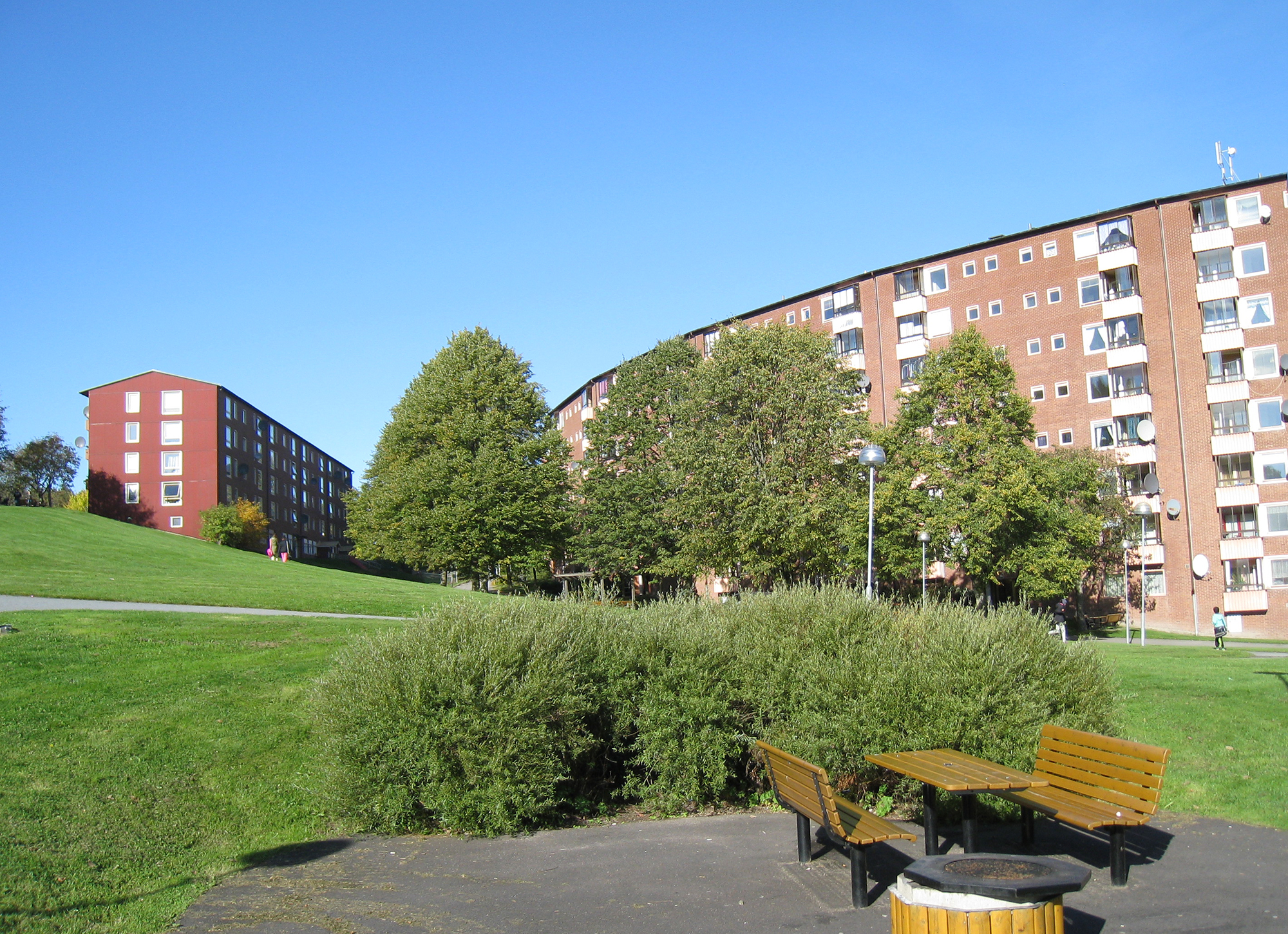
Tellusgatan.

Tellusgatan är ett bostadsområde i östra Bergsjön, Göteborg. Norr om Rymdtorget ligger en stor gräsbevuxen sluttning, med bollplaner och lekängar. Bakom den finns ett bostadsområde med trevåningshus i rött tegel uppförda av Göteborgs stads bostadsaktiebolag. Arkitekt Hansson och Kiessling 1966. 
Längre norrut ligger Merkuriusgatan.
Gatan fick sitt namn år 1965, som ett gruppnamn – rymd och universum.

## Tidigare gata med namnet
År 1904 fick en gata i stadsdelen Lundbyvassen namnet Tellusgatan, efter vår egen planet. Gatan är sedan länge borta.

## Galleri

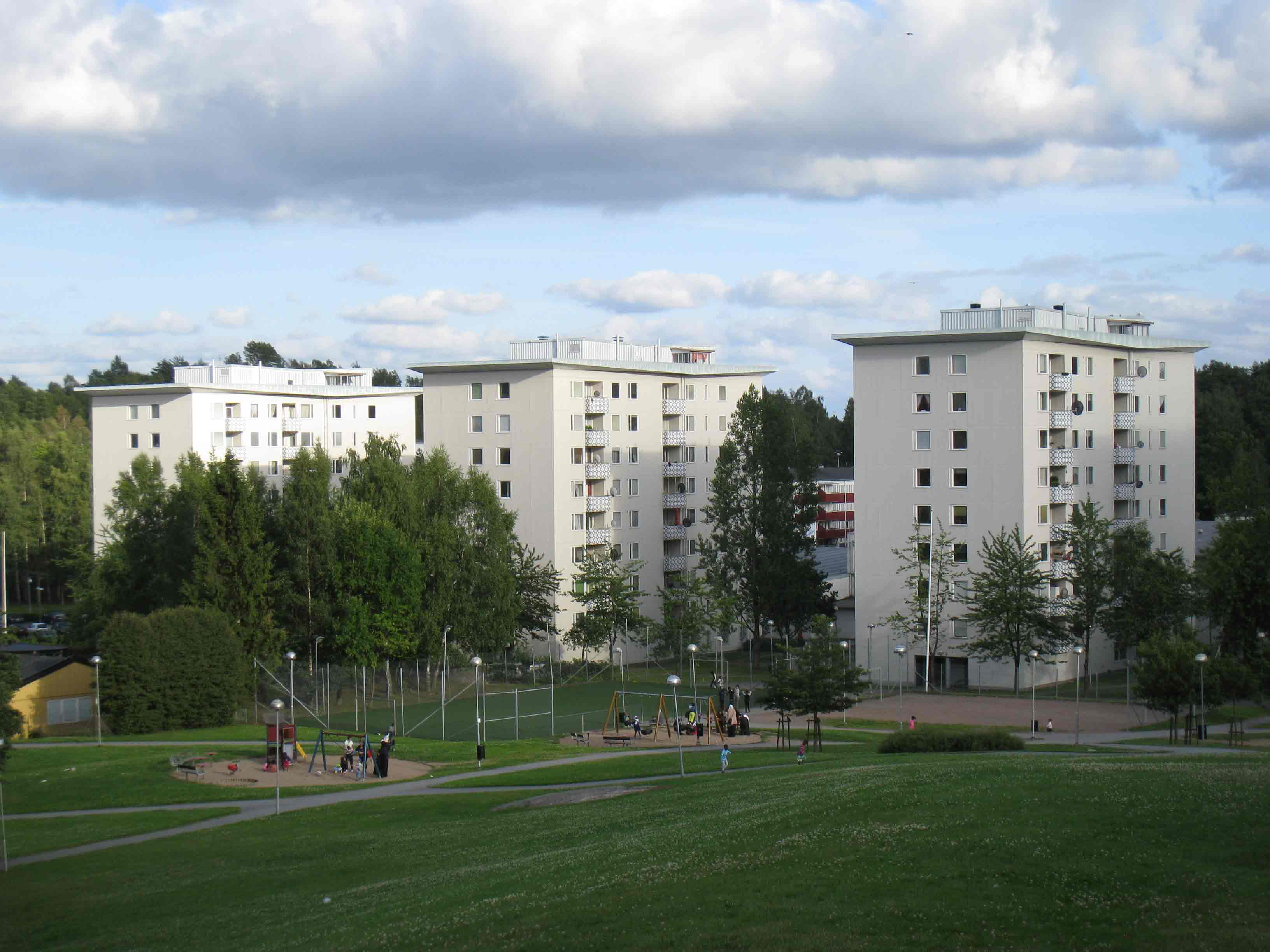
Lekängar i backen ned mot Rymdtorget.
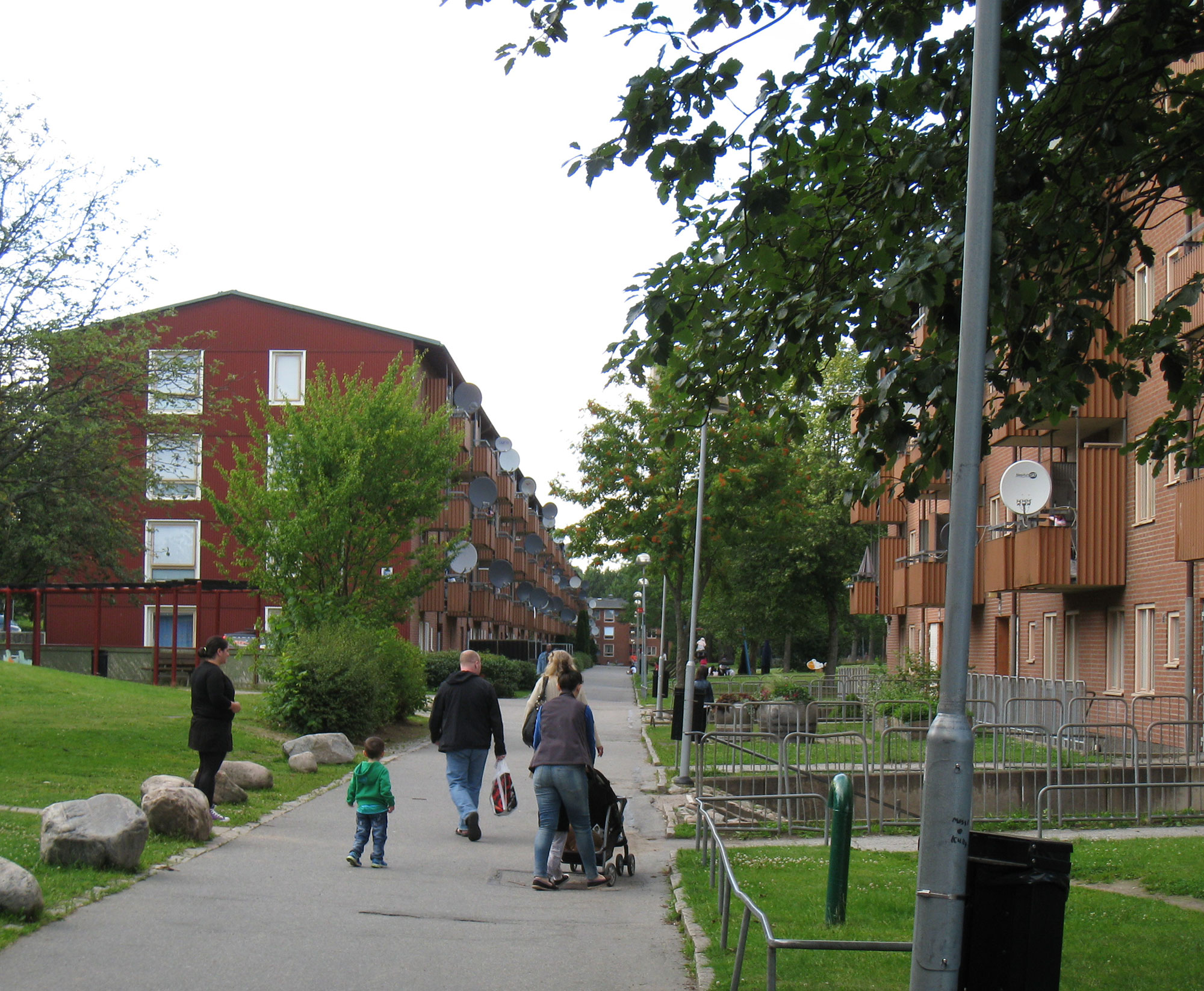
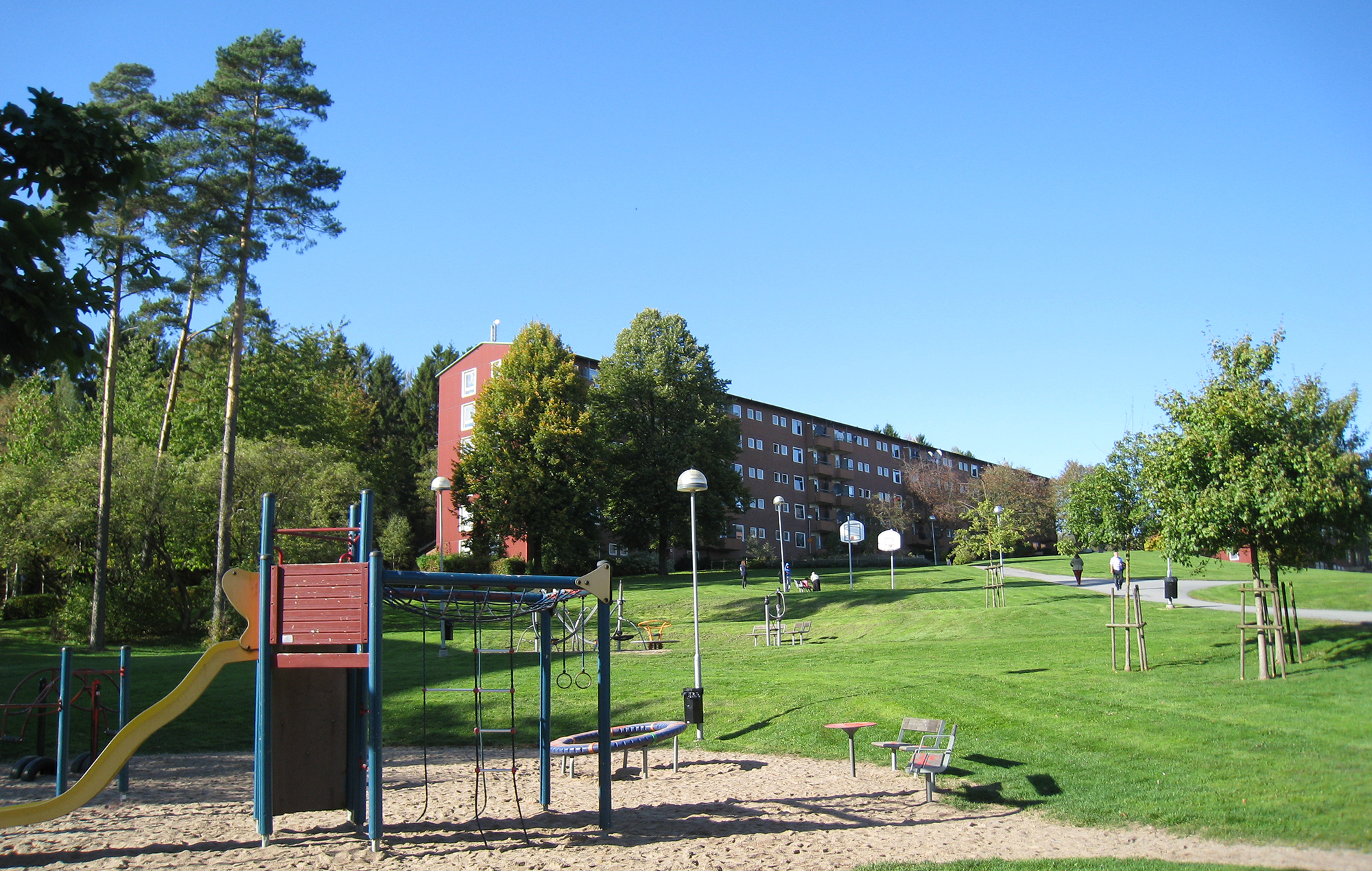
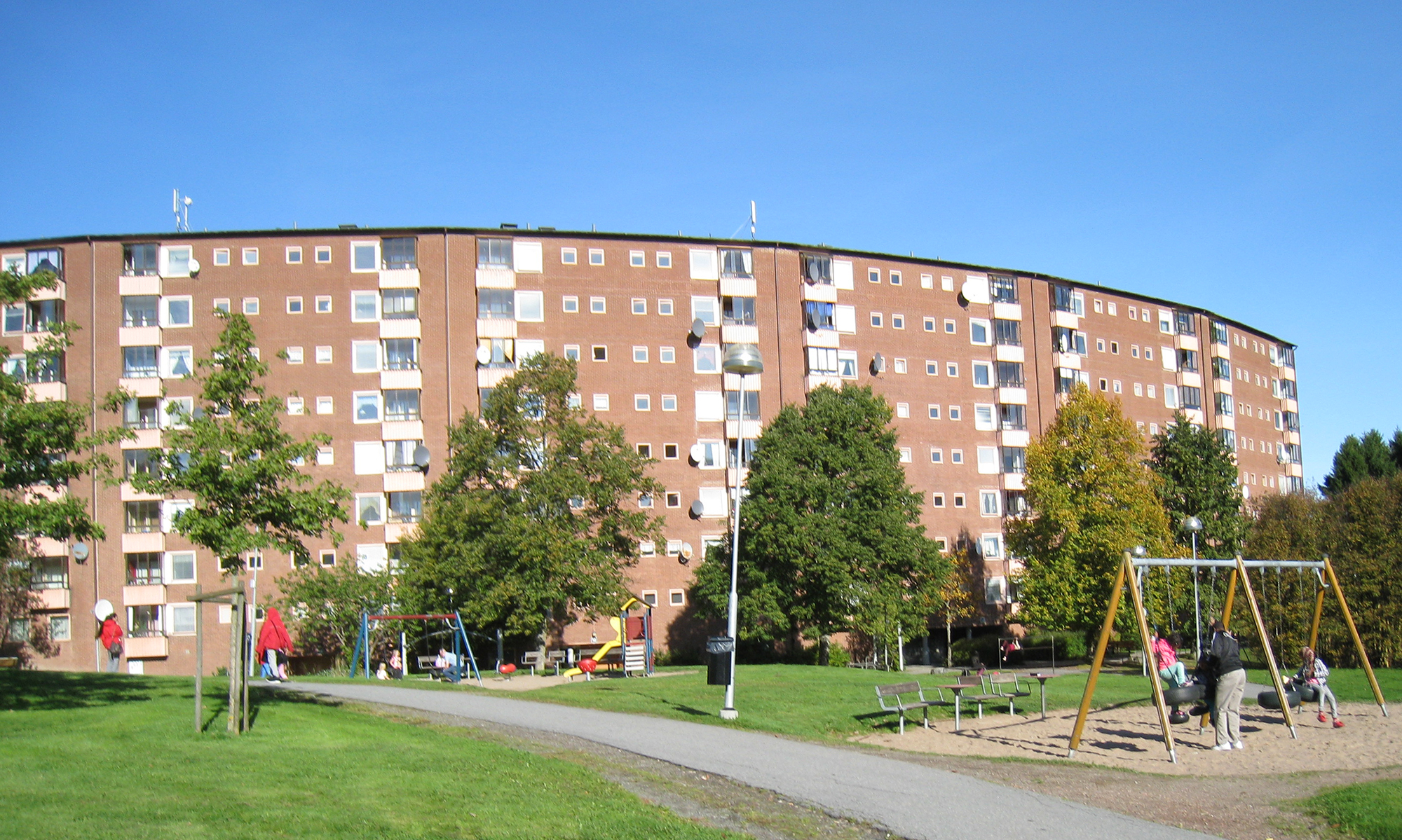